# Louis Steens
Louis Steens (1849-1933) est un homme politique bruxellois.

## Rôle politique
Issu d’une famille bourgeoise aisée, il entre en 1882 au conseil communal de la ville de Bruxelles en tant que membre du parti libéral. Il occupe le poste d’échevin de 1895 à 1926.
À partir du 8 mai 1917 cependant, il remplace comme bourgmestre faisant fonction Maurice Lemonnier, qui avait lui-même remplacé le bourgmestre Adolphe Max emprisonné par l'occupant allemand. Steens doit notamment gérer la grève des policiers bruxellois dont il est le chef, en 1918 ; son rapport à la Conférence des Bourgmestres de l'agglomération bruxelloise emporte la décision unanime de ces gestionnaires pour que les officiers de police judiciaire assurent une certaine continuité belge avec une collaboration avec les magistrats allemands - ce qui n'ira pas sans mal. Face aux activistes flamingants, Steens fait procéder à une enquête linguistique, il tente d'éviter les provocations et demande aux agents de police de parler flamand sans qu'ils ne le fassent systématiquement pour autant.
Louis Steens est nommé baron en 1920.

## Hommages
Une place porte son nom sur le plateau du Heysel. Il en va de même pour une école communale des Marolles, et pour un centre de transfusion sanguine d'Uccle.